# Marca de imprenta

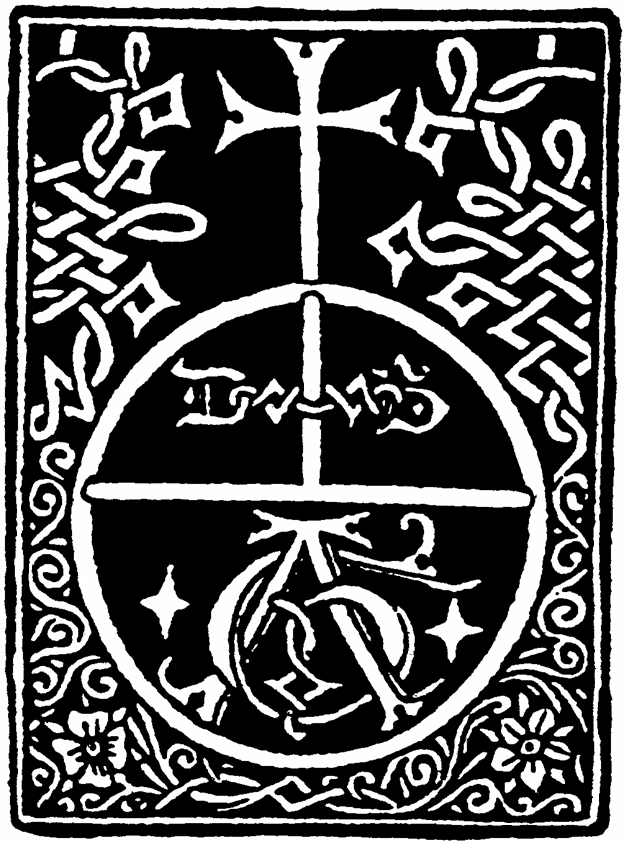
Marca del impresor Arnao Guillén de Brocar (1492).

Una marca de imprenta, marca de impresor o marca tipográfica es un emblema o insignia usado como símbolo de una imprenta o un impresor. Generalmente se localiza en el colofón de los libros. Se vienen usando desde principios del siglo XV.

## Historia

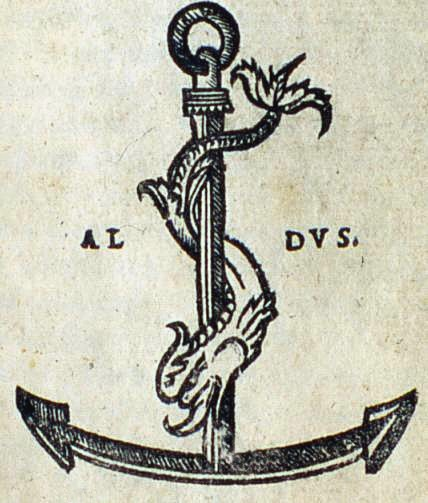
Marca tipográfica de Aldo Manucio.

La primera marca de imprenta data de 1457 en el "Salterio de Maguncia" por Johann Fust y Peter Schöffer. Una de las marcas tipográficas más conocidas es la del delfín y el ancla, utilizada por primera vez en 1502 por el impresor veneciano Aldo Manuzio. Se desarrolló durante los siglos XV al XVIII en Europa, especialmente en las imprentas de Alemania, España, Francia, Italia, Países Bajos y Portugal. Posteriormente se ha generalizado internacionalmente. Actualmente son un elemento decorativo, artístico y tradicional de la tipografía.

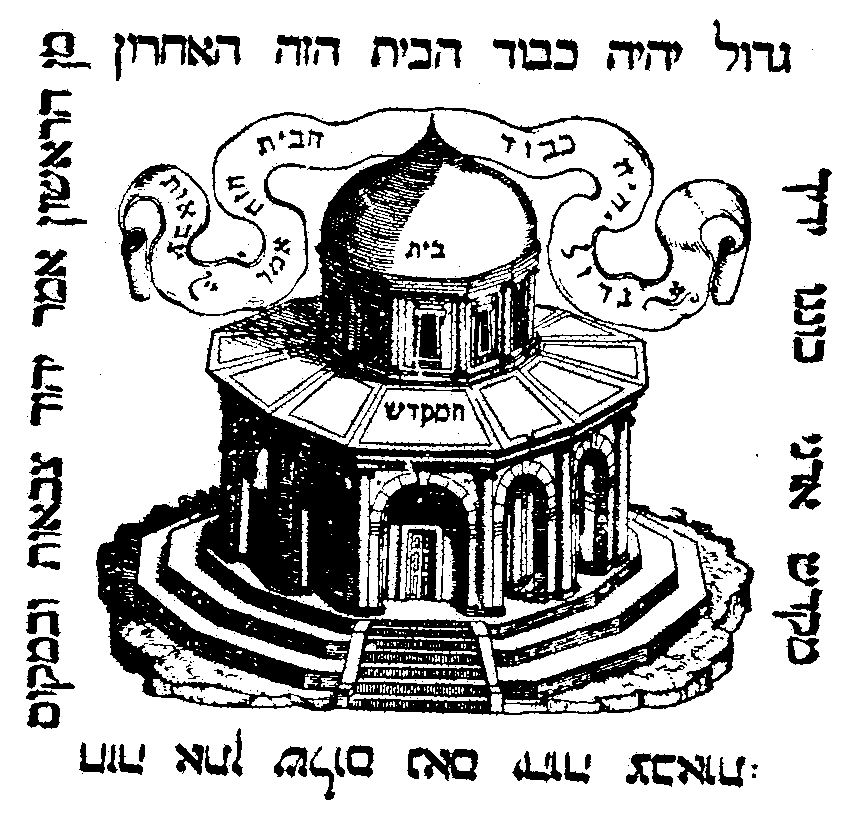
Marca tipográfica de Marco Antonio Giustiniani.

Hay disponibles bases de datos sobre marcas de impresores. Como la sección de libros antiguos de la Biblioteca de Reserva de la Universidad de Barcelona, creada en 1998. Las bibliotecas de la Universidad de la Florida también ofrecen acceso digital a las marcas de impresores e incluyen las marcas publicadas en la portada de la revista The Library Quarterly de la Universidad de Chicago.

## Características
Estas marcas pueden ser simples símbolos, viñetas alegóricas, jeroglíficos o referencias simbólicas al nombre del impresor. Las había desde muy sencillas hasta ingeniosas. Eran los iniciales registros de marca y, como tales, susceptibles de falsificación y apropiación. Una imprenta podía tener varios símbolos diferentes o con variantes. Son elementos importantes para comprender la historia de los libros.

## Diferenciar de
Marcas de impresión
Las marcas de impresión son un concepto diferente. Se refiere a las señales impresas en los bordes de cada hoja de un libro, una revista o un periódico que sirven a los tipógrafos para centrar los texto en una página, para comprobar los colores y para delimitar la encuadernación.
Ex libris
Ex libris es una marca de propiedad que normalmente consiste en una estampa, etiqueta o sello que suele colocarse en el reverso de la cubierta o tapa de un libro, y que contiene el nombre del dueño del ejemplar o de la biblioteca propietaria. El nombre del poseedor va precedido usualmente de la expresión latina ex libris (o también frecuentemente ex bibliotheca, o e-libris), aunque podemos encontrar variantes (ejemplo: "Soy de..." o similares).
Dedicatoria
Una dedicatoria a la carta es una nota breve con la que se encabeza una obra, dirigiéndola y ofreciéndola a una persona o a varias, o eventualmente a un colectivo. Pueden estar impresa o ser manuscrita y estar redactada en prosa o en verso. Señalan generalmente sentimientos de gratitud o principios literarios.
Logotipo
Un logotipo (o coloquialmente un "logo") es un elemento gráfico que identifica a una empresa, un producto comercial o, en general, cualquier entidad pública o privada